# Acinia obscura
Acinia obscura är en tvåvingeart som beskrevs av Aczel 1958. Acinia obscura ingår i släktet Acinia och familjen borrflugor. Inga underarter finns listade i Catalogue of Life.